# فرانكو خارا
فرانكو دانييل خارا (بالإسبانية: Franco Daniel Jara)‏ وهو لاعب كُرة قدم أرجنتيني في مركز الهجوم ولد في يوم 15 يوليو 1988 في مدينة فيلا ماريا في الأرجنتين ويلعب حالياً مع إف سي دالاس الأمريكي وسبق له اللعب مع إستوديانتيس دى لا بلاتا ونادي سان لورينزو ونادي غرناطة وأرسنال ساراندي ولعب مع منتخب الأرجنتين لكرة القدم ويبلغ طوله 179 سم.

## مسيرته الكروية
لعب فرانكو خارا خلال مسيرته الاحترافية مع 7 أندية في ستة عشر موسمًا وسجل خلالها 90 هدف ضمن 299 مباراة. ولم يفز بأي موسم بالكأس وفاز في أربعة مواسم بالدوري.
خاض فرانكو خارا مسيرته مع نادي أرسنال ساراندي في موسم 2007–08 واستمر معه طيلة ثلاثة مواسم، مشاركًا في 49 مباراة سجل خلالها 9 أهداف. ثم انتقل إلى نادي بنفيكا في موسم 2010–11 واستمر معه طيلة ثلاثة مواسم، حيث شارك في 28 مباراة سجل خلالها 6 أهداف. لينتقل بعدها إلى نادي غرناطة في موسم 2011–12 لمدة موسم واحد، مشاركًا في 31 مباراة سجل خلالها 3 أهداف. ثم انتقل إلى نادي سان لورينزو في موسم 2012–13 لمدة موسم واحد، مشاركًا في 26 مباراة سجل خلالها هدفين. هذا وانتقل لاحقًا إلى نادي إستوديانتيس دي لا بلاتا في موسم 2013–14 لمدة موسم واحد، مشاركًا في 23 مباراة سجل خلالها 4 أهداف. ثم انتقل بعدها إلى نادي أولمبياكوس في موسم 2014–15 ولمدة موسمين، مشاركًا في 12 مباراة سجل خلالها 3 أهداف. ليعود وينتقل من جديد، لكن هذه المرة إلى نادي باتشوكا في موسم 2015–16 ليلعب معه خمسة مواسم، مشاركًا في 130 مباراة سجل خلالها 63 هدفًا.

## روابط خارجية
- فرانكو خارا على موقع الاتحاد الدولي (مؤرشف)  (الإنجليزية)
- فرانكو خارا على موقع الاتحاد الأوربي (الإنجليزية)
- فرانكو خارا على موقع الدوري الأمريكي (الإنجليزية)
- فرانكو خارا على موقع قاعدة بيانات كرة القدم.إي يو (الإنجليزية)
- فرانكو خارا على موقع ناشيونال فوتبول تيمز (الإنجليزية)
- فرانكو خارا على موقع Soccerbase.com (لاعب) (الإنجليزية)
- فرانكو خارا على موقع Soccerway.com (الإنجليزية)
- فرانكو خارا على موقع عالم كرة القدم.نت (الإنجليزية)
- فرانكو خارا على موقع AS.com (الإسبانية)